# Кетеван Кікнадзе
Кетеван Кікнадзе (груз. ქეთევან კიკნაძე; 10 травня 1939, Боржомі, Грузинська РСР, СРСР — 9 липня 2024, Тбілісі, Грузія) — радянська і грузинська актриса. Народна артистка Грузинської РСР (1990).

## Життєпис
Кікнадзе Кетеван Гаврилівна народилася 10 травня 1939 року в місті Боржомі. У 1959 році закінчила акторський факультет Тбіліського державного театрального інституту. З цього ж року по 1967 вона була актрисою Театру Марджанішвілі, а з 1967 по 1977 працювала в Театрі Руставелі. З 1977 року повернулася до Театру Марджанішвілі. Кетеван Кікнадзе знімалася в багатьох художніх фільмах і телесеріалах: Маріамі («Два життя», 1966), Тіна («Таріел Голуа», 1968), Бечуні Пертіа («Дата Туташхія», 1978), мати Зази 1990), Марго («Прем'єра», 1991), Кетеван Дедофалі («Клятвенний запис», 1983), Гульчіна(«Кава і пиво») та інші. Брала участь більш ніж у 100 спектаклях: Хатія («Я бачу сонце»), Мака («Гніздо на дев'ятому поверсі»), Августина («Вісім жінок, що люблять»), Бетті («Тітка Чарлі») та інших. Вона — одна з найвидатніших актрис театру та кіно. У 1999 році Кетеван Кікнадзе була нагороджена орденом Пошани.
Померла 9 липня 2024 року у віці 85 років.

### Кіноролі
- 2016 — Штучне дихання (серіал) — епізодична роль
- 2006—2008;— Кава та пиво (серіал);— Гульчіна
- 1991 — Тільки смерть приходить обов'язково — жінка Сабаса
- 1991 — Прем'єра — Марго
- 1990 — Білі прапори — мати Зази
- 1985 — В одному маленькому місті — Мері, дружина Арчіла
- 1983 — Клятвенний запис — цариця Кетеван
- 1977 — Земля батьків наших — Ніно
- 1977 — Береги (Дата Туташхіа) — Бечуні Пертіа
- 1971 — Дівчина з камери № 25 — епізодична роль
- 1968 — Таріел Голуа — Тіна
- 1966 — Два життя — Маріамі (в титрах: Ketino Kiknadze)

## Членство в організаціях, асоціаціях
- Суспільство «Жінки за мир»
- Спілка театральних діячів Грузії
- Творчий союз кінематографістів Грузії

## Нагороди та премії
- 1987 — Заслужена артистка Грузинської РСР
- 1987 — Державна премія Грузинської РСР імені Шота Руставелі за виконання ролі цариці Кетеван у багатосерійному телефільмі «Книга клятви».
- 1990 — Народна артистка Грузинської РСР[4]
- 1991 — Почесний громадянин Джеймстауна (США)[5]
- 1999 — Орден Честі, за великий особистий внесок у розвиток грузинського театрального та кіномистецтва та плідну творчу та громадську діяльність.
- Премія імені Коте Марджанішвілі
- 2005 — Почесний громадянин Боржомі[5]